# Hipposideros edwardshilli
Hipposideros edwardshilli (Flannery & Colgan, 1993) è un pipistrello della famiglia degli Ipposideridi endemico della Nuova Guinea.

## Descrizione

### Dimensioni
Pipistrello di medie dimensioni, con la lunghezza della testa e del corpo di 50,6 mm, la lunghezza dell'avambraccio tra 49,6 e 51 mm, la lunghezza della coda tra 11 e 15 mm, la lunghezza del piede di 8,2 mm, la lunghezza delle orecchie tra 19,3 e 21,3 mm e un peso fino a 11 g.

### Aspetto
La pelliccia è corta e setosa. Il colore generale del corpo è bruno-rossastro scuro con la punta dei peli più chiara. Le orecchie sono di dimensioni normali e con l'estremità appuntita ed affusolata. La foglia nasale presenta una porzione anteriore con due fogliette supplementari su ogni lato, una porzione intermedia con una grossa proiezione tubulare al centro, una porzione posteriore con il margine superiore semi-circolare sormontato da una piccola protuberanza e con tre setti longitudinali che la dividono in quattro celle. Le membrane alari sono nerastre. La coda è lunga e si estende leggermente oltre l'ampio uropatagio.

## Biologia

### Comportamento
Si rifugia all'interno delle grotte.

### Alimentazione
Si nutre di insetti catturati nei villaggi e nei giardini.

## Distribuzione e habitat
Questa specie è conosciuta soltanto in tre località della provincia di Papua Nuova Guinea di Sandaun.
Vive nelle foreste tra 200 e 300 metri di altitudine.

## Conservazione
La IUCN Red List, considerata la mancanza di informazioni circa la sua diffusione, lo stato della popolazione e i requisiti ecologici, classifica H.edwardshilli come specie con dati insufficienti (DD).